# Aeropuerto de la Isla de Alor
El Aeropuerto de la Isla de Alor  (en indonesio: Bandar Udara Mali) (IATA: ARD – ICAO: WATM) es un aeropuerto en la isla de Alor, localizada en el país asiático de Indonesia, que también es conocido como aeropuerto de Mali. La pista que presta servicio 13/31 tiene un tamaño de 2.400 por 95 metros ( 7.874 pies x 312 pies) de ancho, y 45 metros de hormigón superficie según datos de 2014, la línea aéreas que operan en el lugar incluyen Citilink, Wings Air, Nam Aire, Xpressair, Susi Air, Dragon Aire, Qantas, Firefly, Vietnam Airlines y KLM.

## Aerolíneas y destinos
| Aerolíneas | Destinos |
| ---------- | -------- |
| Wings Air  | Kupang   |